# 云南桑
云南桑（学名：Morus mongolica var. yunnanensis）为桑科桑屬下的一个变种。

## 扩展阅读
- 維基物種上的相關：云南桑